# Izel-lès-Hameau
Izel-lès-Hameau település Franciaországban, Pas-de-Calais megyében. Lakosainak száma 740 fő (2022. január 1.). Izel-lès-Hameau Berles-Monchel, Lattre-Saint-Quentin, Manin, Noyelle-Vion, Penin, Tilloy-lès-Hermaville és Villers-Sir-Simon községekkel határos.

## Népesség
A település népességének változása:
| Lakosok száma | 698  | 715  | 729  | 727  | 728  | 729  | 730  | 732  | 740  |
|               | 2013 | 2015 | 2016 | 2017 | 2018 | 2019 | 2020 | 2021 | 2022 |